# راحت‌الحلقوم (فیلم)
راحت‌الحلقوم (هلندی: Turks fruit) فیلمی هلندی در سبک رمانتیک و درام به کارگردانی پل ورهوفن است که در سال ۱۹۷۳ منتشر شد. از بازیگران آن می‌توان به مونیک فن ده فن و روتخر هاور اشاره کرد.